# Francis Pelham (5e comte de Chichester)
Francis Godolphin Pelham, 5e comte de Chichester (18 octobre 1844 - 21 avril 1905) est un homme d'église et pair héréditaire britannique.

## Biographie

### Jeunesse
Pelham est le fils d'Henry Pelham, 3e comte de Chichester et de Mary Brudenell, fille de Robert Brudenell, 6e comte de Cardigan. 
Il fait ses études au Collège d'Eton et Trinity College, Cambridge, où il est un sportif « bleu », représentant l'université en athlétisme et cricket et jouant au cricket pour le Sussex avant d'obtenir un BA en 1868. 

### Vie adulte
Il poursuit une carrière dans l'église, il est recteur de Lambeth de 1884 à 1894, recteur de Buckhurst Hill, Essex de 1894 à 1900 et vicaire de Great Yarmouth de 1900 à 1903. Il est également chanoine de la Cathédrale de Bangor.
Il est membre du club de football amateur Wanderers.

#### Chambre des lords
Il succède à son frère Walter Pelham, 4e comte de Chichester à la Chambre des lords. Il ne semble pas avoir siégé ni prit part aux débats.

## Famille
Il épouse, le 4 août 1870, Alice Carr Glyn (1842-1934), fille de George Glyn, 1er baron Wolverton et de Marianne Grenfell. Ils ont cinq enfants :
- Jocelyn Pelham, 6e comte de Chichester (21 mai 1871 - 4 novembre 1926) épouse Ruth Buxton (17 mai 1875 - 6 février 1965), dont descendance ;
- Ruth Mary Pelham (30 mai 1873 - 5 mars 1943), célibataire, sans enfants (religieuse) ;
- Henry George Godolphin Pelham (5 mars 1875 - 28 juin 1949) épouse Agnes Lee Ollerhead (9 août 1875 - 22 octobre 1930), dont descendance ;
- Anthony Ashley Ivo Pelham (23 octobre 1879 - 15 octobre 1951) épouse en premières noces Muriel Spear Lindeman (1880 - 5 juillet 1927), sans descendance, puis épouse en secondes noces Barbara Clare Taunton (1892 - 1992), sans descendance ;
- Herbert Lyttelton Pelham (3 avril 1884 - 14 septembre 1914), célibataire, sans descendance.

## Distinctions

### Décorations
- Médaille du couronnement du roi Édouard VII (26 juin 1902)